# Ikaria XB 1
Ikaria XB 1 (czes. Ikarie XB 1) – czechosłowacki film fantastycznonaukowy z 1963 roku w reżyserii Jindřicha Poláka, oparty swoimi wątkami na powieści Stanisława Lema Obłok Magellana, co jednak nie jest wspomniane w napisach końcowych filmu.

## Opis fabuły
Adaptacja ta nawiązuje luźno do pomysłu Lema z książki, do pierwszej podróży statku kosmicznego poza Układ Słoneczny – do planet gwiazdy Alfa Centauri. Akcja zaczyna się w 2063 roku, na pokładzie statku „Ikaria”. Lot ma potrwać 15 ziemskich lat (tylko dwa lata na statku), a załoga liczy 40 osób. Podczas podróży bohaterowie napotykają wrak ziemskiej stacji kosmicznej z XX wieku. Podobnie jak w książkowym pierwowzorze Lema, jest to orbitalna stacja bojowa o nazwie „Tornado”, przewożąca broń chemiczną (gaz bojowy o nazwie „Tiger Fun” – powodujący szybką śmierć i zapobiegający rozkładowi martwych ciał), oraz pociski nuklearne. W okolice stacji zostaje wysłany statek badawczy z dwoma członkami załogi. Przypadkowo uruchamiają jeden pocisk nuklearny, który niszczy stację i statek badawczy z dwoma członkami załogi. Po tym wypadku „Ikaria” z resztą załogi podejmuje dalszą podróż, podczas której narażona jest na tajemnicze promieniowanie wywołujące senność, którego źródłem jest Czarna Gwiazda. Mieszkańcy Białej Planety emitują pole ochronne, które łagodzi skutki promieniowania Czarnej Gwiazdy. Jeden z członków załogi na skutek promieniowania przechodzi załamanie psychiczne i wyłącza Centralny Automat, co może doprowadzić do śmierci pozostałej części załogi. W końcu „Ikaria” dociera do Białej Planety w układzie Alfy Centauri i następują przygotowania do lądowania.
Film ten, mimo niepojawienia się tej informacji w napisach końcowych, jest uważany za adaptację powieści Lema. Wyróżnia się na tle ówczesnych produkcji, o czym może świadczyć fakt jego dystrybucji także w krajach zachodnich (pod tytułem Voyage to the End of the Universe). W przeciwieństwie do hollywoodzkich produkcji tego gatunku film skupia się raczej na życiu codziennym i przeżyciach bohaterów, niż na samej kosmicznej historii. Jak pisał Andrzej Kołodyński:

…bodaj po raz pierwszy w kinie SF ludzie myją się, urządzają przyjęcia, zastanawiają nad spędzeniem wolnego czasu. (...) Film przedstawia proces psychologicznej interakcji polegającej na przekształcaniu się reakcji indywidualnych w zbiorowe. Po czterech miesiącach podróży u ludzi pojawiają się oznaki znużenia, lęku przed kosmiczną pustką i dramatyczny konflikt dotyczy właśnie sposobów ich przezwyciężania. Technologia ustępuje na plan dalszy, najważniejszy okazuje się człowiek.

## Obsada
- Zdeněk Štěpánek jako kapitan Vladimír Abajev
- Radovan Lukavský jako komandor MacDonald
- Dana Medřická jako socjolog Nina Kirová
- Miroslav Macháček jako Marcel Bernard
- František Smolík jako matematyk Anthony Hopkins
- Jiří Vršťala jako pilot Erik Svenson
- Svatava Hubenaková jako Rena, żona MacDonalda
- Otto Lackovič jako koordynator Michal
- Jaroslav Mareš jako Milek Wertbowsky

i inni

## Wersja polska
Reżyseria: Zofia Dybowska-Aleksandrowicz

Udział wzięli:
- Igor Śmiałowski
- Zdzisław Tobiasz
- Aniela Świderska
- Marian Rułka
- Szczepan Baczyński
- Tadeusz Pluciński
- Andrzej Gawroński
- Bogusz Bilewski
- Mirosława Dubrawska

i inni